# Lars Ersson
Lars Ersson (i riksdagen kallad Ersson i Vik), född 19 mars 1818 i Västra Vingåkers församling, Södermanlands län, död där 7 januari 1890, var en svensk hemmansägare och politiker.
Han företrädde bondeståndet i Jönåkers, Rönö, Hölebo, Villåttinge och Oppunda härader vid ståndsriksdagen 1865–1866. Han var senare även ledamot av riksdagens andra kammare.